# Эррера, Орландо
Орла́ндо Хемпа́уль Эрре́ра Марти́нес (исп. Orlando Jeampaul Herrera Martinez; род. 23 января 2004, Бабаойо) — эквадорский футболист, полузащитник клуба «Индепендьенте дель Валье».

## Клубная карьера
Эррера — воспитанник клуба «Индепендьенте дель Валье». 3 сентября 2022 года в матче против «Депортиво Куэнка» он дебютировал в эквадорской Примере. В том же году Эррера помог команде завоевать Южноамериканский кубок. 

## Международная карьера
В 2023 году в составе молодёжной сборной Эквадора Эррера принял участие в молодёжном чемпионате Южной Америки в Колумбии. На турнире он сыграл в матчах против сборных Чили, Боливии, Парагвая и дважды Венесуэлы.

## Достижения
Клубные
 «Индепендьенте дель Валье»
- Обладатель Южноамериканского кубка — 2022